# Mosquée de Mardinli
 (janvier 2022).
La mosquée de Mardinli (en azéri : Mərdinli məscidi) est un édifice religieux musulman située à Choucha, en Azerbaïdjan, dans le quartier de Mardinli.
Elle était l'une des dix-sept mosquées en activité dans la ville à la fin du XIXe siècle. Elle a été détruite après l'occupation de Choucha par les forces arméniennes en 1992 et est aujourd'hui en ruines.